# Croatiella
Croatiella, monotipski rod  kozlačevki iz tribusa Spathicarpeae, dio potporodice Aroideae. Jedina vrsta je gomoljasti geofit C. integrifolia, endemska vrsta iz Ekvadora

## Sinonimi
- Asterostigma integrifolia Madison; Phytologia 35(2): 101 (1976) (1977)

## Vanjske poveznice
|  | Zajednički poslužitelj ima još gradiva o temi Croatiella |
|  | Wikivrste imaju podatke o taksonu Croatiella             |